# Crateromys paulus
Crateromys paulus là một loài động vật có vú trong họ Chuột, bộ Gặm nhấm. Loài này được Musser & Gordon mô tả năm 1981.

## Hình ảnh

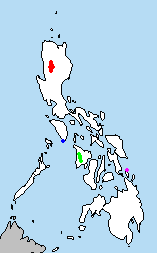